# Rostislav Závodský
Rostislav Závodský (18. dubna 1920 Ostrava – 3. srpna 2006 Ostrava) byl český a československý poválečný politik Komunistické strany Československa, poslanec Prozatímního Národního shromáždění a funkcionář Československého svazu mládeže.

## Biografie
V březnu 1946 se stal poslancem Prozatímního Národního shromáždění za KSČ. Mandát získal jako náhradník poté, co rezignoval poslanec Miroslav Pich-Tůma. V parlamentu zasedal jen krátce do parlamentních voleb v roce 1946.
Angažoval se v Československém svazu mládeže. V červnu 1950 přednesl na sjezdu ČSM projev O organisační výstavbě Československého svazu mládeže. V letech 1949–1950 byl místopředsedou ČSM.